# Johanna Billing
Johanna Billing, född 1973, är en svensk videokonstnär. I sina filmer arbetar hon med iscensättningar och event som genom deltagande och improvisation undersöker olika former av performativitet. Hon har bland annat ställt ut på Dokumenta 12, MoMa Ps1 New York, Moderna Museet, Istanbulbiennalen och den 50:e Venedigbiennalen. 2003 var hon värd för Sommar i P1, Sveriges Radio.  

## Liv och arbete
Johanna Billing är född i Jönköping, Sverige.. Hon studerade vid Konstfack i Stockholm och tog examen 1999.
Johanna Billings arbeten fokuserar ofta på frågor kring lärande och hur tid spelar en nyckelroll i denna process. I filmerna undersöker hon vad som skapar aktivitet kontra passivitet i en kontext av sociala strukturer, och uppehåller sig vid samspelet mellan individen och samhället, det publika och det privata samt mellan iscensättning och improvisation. Genom en dokumentär utgångspunkt skapar hon en fiktiv plats att uttrycka relationen mellan det faktiska och det konstruerade. Filmerna handlar många gånger om det kollektiva minnet hos de medverkande kring dessa frågor, platser eller situationer och involverar ofta musik, som genom dialog och samarbete blir ett medium för utbyte, minne och återuppbyggande. Många av hennes tryckta kataloger och soundtrack LPs är gjorda i samarbete med Åbäke.
De senaste filmerna inkluderar In Purple (2019), Pulheim Jam Session (2015) och I'm Gonna Live Anyhow Until I die (2012). Övriga tidigare verk är bl. I'm Lost Without Your Rhythm (2009), Another Album (2006), Magical World (2005), You Don't Love Me Yet (2003) och Project For a Revolution (2000). Billing drev tidigare skivbolaget Make it Happen (1998–2010). Många av filmernas soundtrack finns också utgivet på vinyl i samarbete med Apparent Extent. Intresset för musik uttrycks även i det turnerande livemusik-projektet You Don’t Love Me Yet (2002–2021) där över 300 artister i olika städer runt om i världen har tolkat låten med samma namn skriven av Roky Erickson 1984.

## Utställningar
Billing har ställt ut internationellt. Utvalda separatutställningar inkluderar:
- 2021: In Purple, Konsthall 16, Riksidrottsmuseet, Stockholm, Sverige
- 2020: In Purple, Hollybush Gardens, London, Storbritannien
- 2019: In Purple, Stadsbiblioteket, Jönköping, Sverige
- 2017: Jam Session, med Betty Bailey, Et al., San Francisco, USA
- 2017: About Art: I'm Lost Without Your Rhythm, Trondheim Kunstmuseum, Trondheim, Norge
- 2016: Keeping Time, Villa Croce, Genova, Italien
- 2015: Pulheim Jam Session, Hollybush Gardens, London, Storbritannien
- 2014: I'm Gonna Live Anyhow Until I Die, Fieromilanocity, Milano, Italien
- 2012: I’m Gonna Live Anyhow until I Die, The Mac, Belfast, Norra Irland, Storbritannien
- 2011: I'm Lost Without Your Rhythm, Crystal, Stockholm, Sverige
- 2010: I'm Lost Without Your Rhythm, Modern Art Oxford, Oxford, Storbritannien
- 2009: I'm Lost Without Your Rhythm, Camden Art Centre, London, Storbritannien
- 2009: Tiny Movements, ACCA, Australian Centre for Contemporary Art, Melbourne, Australien
- 2009: This Is How We Walk On the Moon, Mercer Union, Toronto, Kanada
- 2008: This Is How We Walk On the Moon, Malmö Konsthall, Malmö, Sverige
- 2007: Forever Changes, Museum for Gegenwartskunst, Basel, Schweiz
- 2007: Keep on Doing, DCA, Dundee Contemporary Art Center, Dundee, Storbritannien
- 2007: Another Album, Hollybush Gardens, London, Storbritannien
- 2006: Magical World, PS.1, MoMa, New York, USA
- 2005: Magical World, Hollybush Gardens, London, Storbritannien
- 2001: Where She Is At, Moderna Museet Projekt, Stockholm, Sverige
- 2001: Where She Is At, Oslo Kunsthall, Oslo, Norge

## Anmärkningsvärda verk
- In Purple (2019)
- Pulheim Jam Session (2015)
- I’m Gonna Live Anyhow until I Die (2012)
- I'm Lost Without Your Rhythm (2009)
- This Is How We Walk On the Moon (2007)
- Another Album (2006)
- Magic & Loss (2005)
- Magical World (2005)
- You Don't Love Me Yet (2003)
- Where She Is At (2001)
- Missing Out (2001)
- Project For a Revolution (2000)
- Graduate Show (1999)

## Publikationer
- Johanna Billing - Works [Paperback]
- Johanna Billing: Look Behind Us a Blue Sky [Hardback]